# Blutgeld
Blutgeld bezeichnet einerseits ein Sühnegeld, das ein Mörder oder Totschläger als Entschädigung an die nächsten Angehörigen des Opfers zahlt (im germanischen Recht Wergeld), andererseits eine Belohnung für die Anzeige eines Mörders oder Verbrechers.

## „Blutgeld“ im Neuen Testament
Im Neuen Testament wird das Geld, das Judas für den Verrat Jesu erhalten hat, als „Blutgeld“ (griech. τιμη αιματος = time haimatos, lat. pretium sanguinis, wörtlich: "Preis des Blutes") bezeichnet (Mt 27,6 ). Solches Geld durfte nach altjüdischem Gesetz von den Priestern nicht als Opfergabe angenommen werden. Hierbei handelt es sich aber nicht um ein Blutgeld im oben beschriebenen Sinne des Wiedervergeltungsrechts, sondern um ein Kopfgeld.

## Trivia
Die Reparationen, die die Bundesrepublik Deutschland nach dem Wiedergutmachungsabkommen von 1953, das Konrad Adenauer mit David Ben Gurion vereinbart hatte, an Israel zahlte, wurden von jüdischen Kritikern anfangs auch mit der abschätzigen Bezeichnung Blutgeld belegt.